# Jaroslav Zvěřina
Jaroslav Zvěřina (ur. 18 grudnia 1942 w Třebíču) – czeski polityk, lekarz, seksuolog i wykładowca akademicki, od 2004 do 2009 poseł do Parlamentu Europejskiego.

## Życiorys
W 1965 ukończył studia medyczne na Wydziale Medycyny Uniwersytetu Karola w Pradze. W 1990 uzyskał stopień kandydata nauk. Pracował naukowo na macierzystej uczelni. W 1989 został dyrektorem instytutu seksuologii na Uniwersytecie Karola, a rok później przewodniczącym czeskiego stowarzyszenia seksuologicznego. Jest autorem publikacji i poradników z zakresu seksuologii.
Na początku lat 90. zaangażował się w działalność Obywatelskiej Partii Demokratycznej. W 1994 został przewodniczącym lokalnych struktur tego ugrupowania oraz po raz pierwszy radnym miasta Tabor. Mandat radnego wykonywał do 2014. Od 1996 do 2004 zasiadał w Izbie Poselskiej, był m.in. wiceprzewodniczącym tej izby parlamentu. Przez cztery lata kierował komisją ds. integracji europejskiej.
W wyborach w 2004 został wybrany do Parlamentu Europejskiego. Brał udział w pracach Komisji Prawnej, należał do grupy EPP-ED. W 2009 nie uzyskał reelekcji.
W 2012 został radnym kraju południowoczeskiego. W 2014 wystąpił z ODS.